# Acanthastrea regularis
Espèce
Statut CITES
Acanthastrea regularis est une espèce de coraux appartenant à la famille des  Lobophylliidae.